# Celothelium dominicanum
Celothelium dominicanum är en lavart som först beskrevs av Vain., och fick sitt nu gällande namn av M. B. Aguirre. Celothelium dominicanum ingår i släktet Celothelium och familjen Celotheliaceae.   Inga underarter finns listade i Catalogue of Life.